# Hylaeus peruvianus
Hylaeus peruvianus är en biart som först beskrevs av Carlos Schrottky 1910.  Hylaeus peruvianus ingår i släktet citronbin, och familjen korttungebin. Inga underarter finns listade i Catalogue of Life.